# Prestosuchus
Prestosuchus chiniquensis es un género extinto perteneciente al grupo de los rauisuquios y a la familia Prestosuchidae, durante el Triásico en América del Sur.

## Descripción

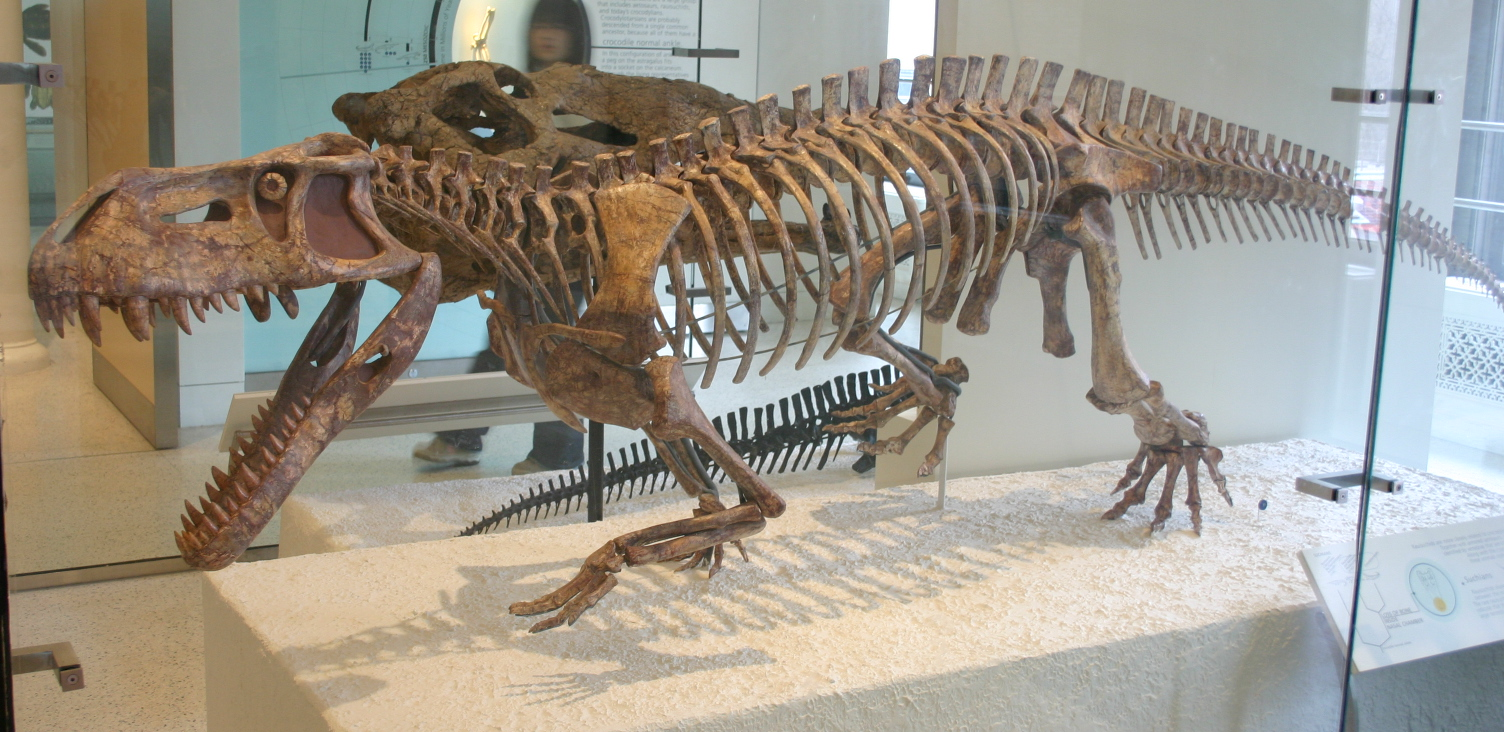
Esqueleto de Prestosuchus, Museo Americano de Historia Natural.

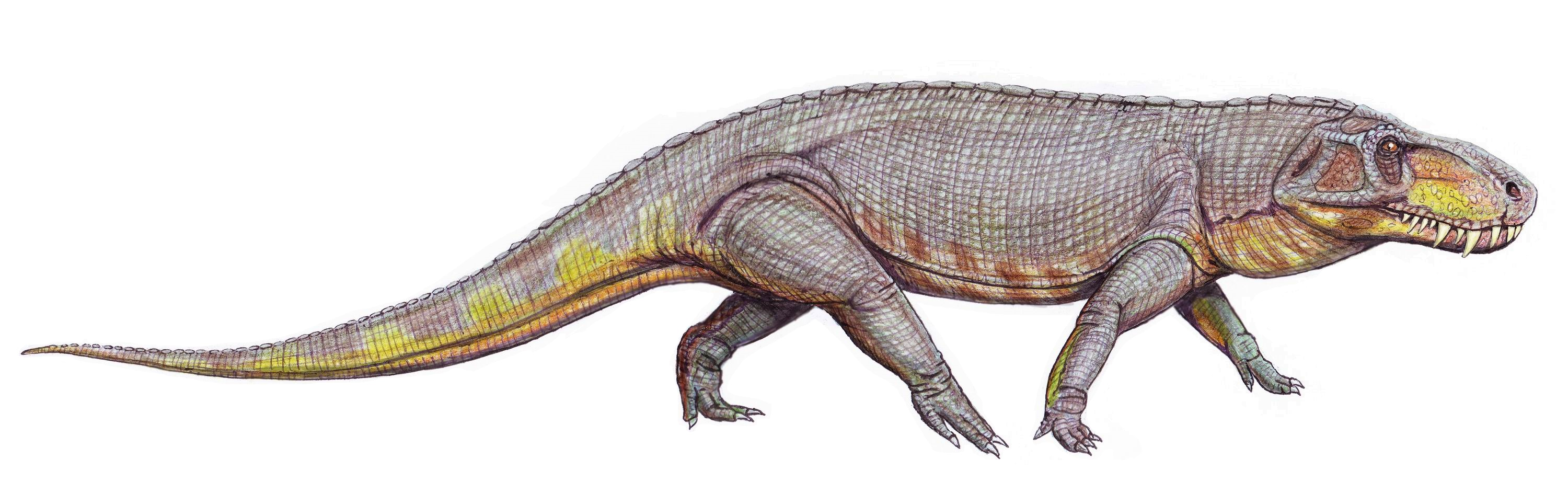
Prestosuchus chiniquensis.

Como otros prestosúquidos relacionados, Prestosuchus tenía un cráneo alto y dientes aserrados. Prestosuchus vivió durante el Triásico Superior en lo que ahora es Brasil. Alcanzaba longitudes de casi 5 metros. Si bien recordaba a los dinosaurios por tener un cuerpo grande con una postura erguida, en realidad pertenecía al grupo de los rauisuquios, arcosaurios más emparentados con los crocodilianos modernos. 
Prestosuchus caminaba sobre sus cuatro patas como los crocodilianos, pero podía mantener una postura semierguida gracias a los huesos de las extremidades posteriores situados por debajo de las caderas. Un estudio publicado en 2013 sobre la estructura de los huesos de sus extremidades posteriores infirió que Prestosuchus chiniquensis tenía 13 grupos musculares en las patas compartidos tanto con los crocodilianos como con las aves (los cuales son los dos grupos vivientes de arcosaurios) pero solo dos grupos musculares exclusivamente en común con los crocodilianos, indicando que la musculatura de Prestosuchus representa una condición basal ("primitiva") de los arcosaurios en vez de la condición derivada de los arcosaurios pseudosuquios emparentados con los cocodrilos. La musculatura de las patas de Prestosuchus fue también comparada con la de Poposaurus, un pseudosuquio del triásico que caminaba sobre sus dos patas. Mientras que los músculos de las patas de Poposaurus le permitirían el movimiento hacia adelante y hacia atrás de sus extremidades necesarios para el movimiento bípedo, los músculos más fuertes en las patas de Prestosuchus eran responsables de la rotación de la extremidad, lo cual es una indicación de movimiento cuadrúpedo.

## Historia de su estudio
Prestosuchus chiniquensis fue descubierto en el sitio paleontológico de Chiniquá, cerca de la ciudad de São Pedro do Sul en 1938, por el paleontólogo alemán Friedrich von Huene durante un viaje a Brasil. Von Huene nombró al género en honor de Vicentino Prestes de Almeida. Dicho sitio está ubicado en el conocido geoparque de Paleorrota. Un notable esqueleto completo, con una pata posterior bien preservada, fue descubierto en Dona Francisca en Rio Grande do Sul por un equipo de paleontólogos de la Universidade Luterana do Brasil y fue publicado su hallazgo en 2010.